# Mustafa Ertan
Mustafa Ertan (Ancara, 21 de abril de 1926 - 17 de dezembro de 2005) foi um futebolista e treinador turco, que atuava como defensor.

## Carreira
Mustafa Ertan fez parte do elenco da Seleção Turca de Futebol que disputou a Copa do Mundo de 1954.

## Ligações Externas
- Perfil em FIFA.com (em inglês)